# Sybra subconicollis
Sybra subconicollis là một loài bọ cánh cứng trong họ Cerambycidae.